# Натьяшастра
«Натьяша́стра» (санскр. नाट्य शास्त्र, IAST: Nātyaśāstra «Трактат о натье») — древнеиндийский текст на санскрите, один из крупнейших и древнейших трактатов по театральному искусству и теории драмы и музыки. Датируется учёными от V века до н. э. до VII—VIII века н. э. По-видимому, между II веком до н. э. и II веком н. э. он приобрёл известную в настоящее время форму.
Дошедший до нас текст «Натьяшастра» состоит из 36-37 глав, насчитывающих 6000 стихов, однако в устной традиции сохранилось знание о 12 000 стихов.
Структура «Натьяшастры» содержит классификацию всех аспектов театрального действия и описание порядка и характеристик всех элементов. Наиболее известным комментарием к «Натьяшастре» является «Абхинавабхарати» авторства Абхинавагупты.

## Этимология
Слово "натьяшастра" — это компиляция двух санскритских слов — "nāṭya" и "śāstra". Слово "nāṭya" или "nat" (नाट) означает «драма, представление, ритуал», а слово "śāstra" (शास्त्र) — «предписание, правила, руководство, конспект, трактат». Термин «шастра" используется в индийской литературе в самых широких областях - от религиозных трактатов до пособий по овладению ремеслом - как обозначения класса теоретических текстов, способствующих овладению практикой.

## История
Дата составления «Натьяшастры» не известна и не имеет принципиального значения для индуистской культуры, так как, в контексте этой культуры, «Натьяшастры» — это справочник по практике натьи, которая вместе с Ведами дана человечеству как Откровение и является нулевой точкой культуры, имеющей значение в противовес к «отрицательному» младенческому периоду древнего человечества, изучение и исследование которого с точки зрения индуистской традиции лишено всякого смысла.
Текст мог начать формироваться в I тысячелетии до нашей эры, с течением времени он расширялся, и большинство ученых полагают, основываясь на упоминании этого текста в другой индийской литературе, что первая полная версия текста была завершена между 200 г. до н. э. и до 200 г. н. э. Устная традиция считает, что «Натьяшастра» связана с ведическим произведением, включающим 36 000 стихов под названием «Ади Бхарата», однако нет никаких подтверждений того, что такой текст когда-либо был записан.
Текст сохранился в современную эпоху в нескольких версиях рукописей, где название глав меняется, а в некоторых случаях содержание нескольких глав отличается. Дискуссия об интерполяциях, коррупциях, внутренних противоречиях и внезапных изменениях текста ведется среди зарубежных санскритологов Европы и Индии и мало доступна русскоязычной аудитории. Наиболее глубоким русским исследователем «Натьяшастры» является Лидова Н.Р. — автор нескольких крупных исследований, и неизданного перевода полной современной версии текста «Натьяшастры» с санскрита на русский язык, сопровожденного подробными комментариями.
Индуистская традиция приписывает авторство текста ведийскому мудрецу Бхарате Муни. Альтернативная индуистской традиции версия составления «Натьяшастры» группой авторов не поддерживается учеными, которые опираясь на стилистический анализ, опровергают компилятивный характер текста.
Дошедший до нас текст был найден в семьях, сохранявших традицию Натьи как профессиональные учителя и исполнители девадаси, по всей Индии и собран из отдельных частей. Процесс сбора манускриптов санскритского текста начался в XVIII веке и продолжается до сих пор. С самого начала открытия текста «Натьяшастры» в этом процессе принимали участие и играли значительную роль востоковеды Европы из Англии, Германии, Франции, России.

## Сюжет
Книга начинается с того, что к «мастеру театра» Бхарате приходят гости и спрашивают его о созданном им трактате «Натьяведа». Тот им ответил, что Натьяведа была ниспослана Брахмой. Младшие боги попросили Брахму дать людям понятное откровение для всех варн - (Ва́рна - от санскритского варн - «качество, цвет, категория») — термин, обозначающий четыре основных сословия социального уклада жизни древнеиндийского общества.
Брахманы — жрецы, учёные, подвижники.
Кшатрии  — варна состоящая из влиятельных воинов, из кшатриев обычно избирали царей.
Вайшьи  — земледельцы, ремесленники, торговцы.
Шудры   — слуги, наёмные рабочие.
Создав "Натьяведу", Брахма передал её Бхарате.
Натья могла быть исполняема лишь в виде танца. Существовало четыре стиля: риторический (санскр. - бхарати), патетический (саттвати), энергический (арабхати) и изящный (кайшики). Последний стиль был невозможен без женщин, которым необходимо было предоставить прекрасные одежды и которые должны были быть исполнены состоянием бхавы. Первые представления Натьи исполняли небесные девы апсары, созданные для этой цели Брахмой. Первым представлением был праздник Знамени Индры, день победы над асурами. После представления актеры были вознаграждены подарками. Однако артисты столкнулись с завистью демонов и были подвергнуты заклятию, которое разрушил Индра. Первому представлению Натьи было дано имя Пепел.
Трактат объясняет суть драмы как представление состояния трех миров. В ней упоминаются долг, охота, деньги, мир, смех, борьба, любовь, убийство. Она учит долгу и любви, сообщает мужество и дает развлечение. В театре имеется восемь рас: любовная, комическая, трагическая, яростная, героическая, устрашающая, отвращающая и чудесная. Им соответствует восемь чувств (бхава): любовная страсть, смех, горе и гнев, героизм и страх, отвращение и изумление.
В театральном искусстве имеются четыре метода искусства актерского представления: движение, словo, грим (в том числе реквизит), естественные чувства. Отношение бхава и раса определяются так: «бхава вызывают раса, а не раса вызывают бхава».

## Содержание
Согласно наиболее полному изданию текста «Натьяшастры» на санскрите содержание трактата следующее:
- Глава 1 описывает генезис драмы;
- Глава 2 посвящена характеристикам здания для представлений;
- Глава 3 рассказывает о пудже для освящения нового театра;
- Глава 4 содержит описание техники танца;
- Глава 5 описывает ритуал pūrvaraṅga (пурваранга);
- Глава 6 посвящена теории раса;
- Глава 7 раскрывает определение бхавы;
- Глава 8 говорит о мимике лица и дифференциации взглядов;
- Глава 9 описывает жесты (одиночные, комбинированные, танцевальные);
- Глава 10 описывает действующие приемы для конечностей и положения ног;
- Глава 11 объясняет основные этапы, стоячие положения и позиции с оружием;
- Глава 12 раскрывает комбинированные этапы и движения;
- Глава 13 говорит о живописных приемах;
- Глава 14 объясняет как нужно учитывать местные театральные обычаи;
- Глава 15 — теория просодии, санскритская декламация и метрические узоры;
- Глава 16 приводит примеры метрических узоров (талама);
- Глава 17 перечисляет атрибуты поэзии и фигуры речи;
- Глава 18 — декларация Пракрита;
- Глава 19 раскрывает способы обращения и высказывания;[4]
- Глава 20 посвящена десяти видам игры;[9]
- Глава 21 говорит о структуре сцены;
- Глава 22 раскрывает базовые модели сценического представления;
- Глава 23 описывает допустимые декорации, костюмы и макияж;
- Глава 24 посвящена вопросу необходимости участия женщин в представлении;
- Глава 25 говорит о характеристиках женщин;
- Глава 26 определяет различные представления;
- Глава 27 раскрывает рецепт успеха драмы;
- Глава 28 содержит общее описание музыки Гандхарва;
- Глава 29 описывает основные типы мелодий и музыкальные части pūrvaraṅga;
- Глава 30 рассказывает о полых инструментах, принимающих участие в представлении;
- Глава 31 описывает сценические песни и их применение исполнительницами-женщинами;
- Глава 32 посвящена песни дхрува;
- Глава 33 посвящена инструментам с кожей (покрытием) и описывает инструменты (барабаны);
- Глава 34 перечисляет типы символов;
- Глава 35 регламентирует распределение ролей, и описывает идеальную труппу;
- Глава 36 рассказывает о том как драма Натья появилась в виде Откровения на земле.

## Комментарии
Многочисленные средневековые трактаты о театре, в том числе знаменитая Дашарупака (Daśarūpa) из Дханьяджи (Dhanañjaya), связаны с «Натьяшастрой».
При этом из многих комментариев к «Натьяшастре», до нас дошел только один — авторства философа Абхинавагупты (XI—XI вв.) — широко известный под названием «Абхинавабхарати».
Значение «Натьяшастры» намного шире, чем представляет собой простой сборник по теории драмы. Она содержит понятие глубокого театрального аспекта жизни, которое стало основной характеристикой постведической культуры и определило появление уникальной и чисто индийской системы идей, согласно которой мир является плодом божественной игры.
Наиболее значимыми комментариями XXI века являются работы Северской М.Ю., насчитывающие восемь книг, объединенных в серию «Практическое руководство по Натье».

## Переводы
Русский язык — единственный язык, на который переведен наиболее полный (на сегодняшний день) текст «Натьяшастры» с санскрита.
На другие языки — английский, хинди, немецкий — были выполнены переводы небольших ознакомительных фрагментов, либо более объемные пересказы в работах санскритологов-исследоватей XX века.

## Исследования
Современных исследований «Натьяшастры» мало как среди трудов энциклопедического характера трактата, так и среди текстов отдельно рассматривающих различные аспекты этого многодисциплинарного трактата. При этом ссылаются на «Натьяшастру» много и щедро, но частые обращения к «Натьяшастре» редко связаны с изучением самого трактата. Вместо этого текст регулярно используется для анализа теории и практики санскритской драмы, для проблем, связанных с поэтикой и эстетикой, для изучения танца и т. д.
Среди значимых исследований XX века:
- Vatsyayan (1996) представляет собой редкий пример целостного видения текста «Натьяшастры» и его традиции;
- Tripathi (2004) и Appa Rao (2001) представляют подробный план содержания «Натьяшастры» ;
- Tripathi (1991) представляет аналитический и структурный подход к тексту;
- Gupta (1954) и Bhat (1981) используют «Натьяшастру» для изучения технических, структурных, литературных и производственных аспектов драмы;
- Rangacharya (1998) представляет адаптированные пересказы о содержании «Натьяшастры» ;
- Kale (1974) предлагает выборочную критическую экспозицию, ориентированную на западную аудиторию;
- Bhattacharya (1974) исследует трактат посредством применения западных принципов;
- Лидова (1992) использует «Натьяшастру» для решения вопроса возникновения искусства в человеческой цивилизации.